# Fuchsberg (Šluknovská pahorkatina, 405 m)
Fuchsberg (česky doslovně Liščí vrch) je vrch o nadmořské výšce 405 m na území hornolužické obce Doberschau-Gaußig (místní část Diehmen) v zemském okrese Budyšín v Sasku.

## Charakteristika
Vrch leží v německé části Šluknovské pahorkatiny (Lausitzer Bergland) a její mesogeochoře Severní hornolužická vrchovina (Nördliches Oberlausitzer Bergland). S Grenzbergem bezprostředně sousedí Neukircher Berg (404 m), Lämmerberg (402 m) a Galgenberg (413 m). Při severním úpatí končí Šluknovská pahorkatina a začíná Západolužická pahorkatina a vrchovina. Geologické podloží tvoří dvojslídý granodiorit. Převažujícím půdním typem je podzolová kambizem následovaná erodovanou parakambizemí až pseudoglejem a koluvizemí. Podél východního úbočí protéká potok Diehmener Wasser náležející k povodí Hoyerswerdaer Schwarzwasser a Černého Halštrova, jižní svahy jsou pak odvodňovány do Wesenitz. Celý vrch tak náleží k povodí Labe a k úmoří Severního moře. Většina Fuchsbergu je porostlá jehličnatým až smíšeným lesem. Vrch leží v chráněné krajinné oblasti Oberlausitzer Bergland.
Přes Fuchsberg vede několik turistických tras (červená, zelená, modrá, žlutá), které jej spojují s okolními vrchy a sídly. Poblíž vrcholu stojí vysílač. Na západním svahu se nachází archeologická lokalita loupežný zámek Naundorf.